# Jean-Baptiste van Mour
Jean-Baptiste van Mour o Vanmour (9 de enero de 1671-22 de enero de 1737) fue un pintor flamenco-francés, conocido por sus retratos de la vida en el Imperio otomano durante el Periodo de los Tulipanes y el sultanato de Ahmed III.

## Biografía
Van Mour es originario de Valenciennes, ciudad flamenca que cuando nació pertenecía a los Países Bajos Españoles, aunque a partir de 1678, pasó a formar parte de Francia. Estudió arte en el estudio de Jacques-Albert Gérin; su obra atrajo la atención de un aristócrata y estadista, el marqués Charles de Ferriol. Van Mour fue invitado a viajar a Estambul cuando De Ferriol fue nombrado embajador francés en 1699. De Ferriol encargó a van Mour la realización de cien retratos de gente de la ciudad.

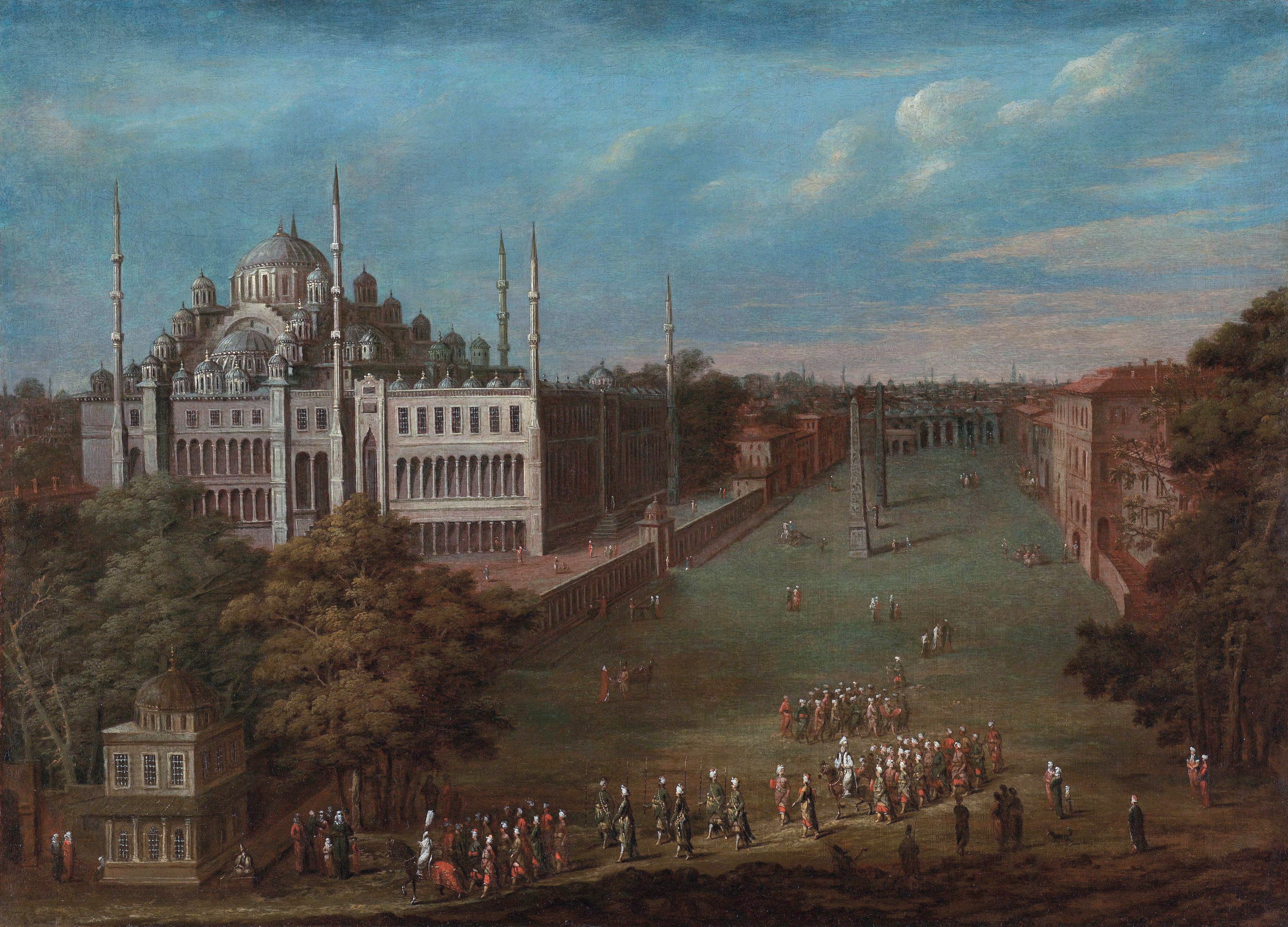
Obra de Jean-Baptiste van Mour.

En 1711, De Ferriol regresó a Francia y van Mour trabajó para diferentes diplomáticos. Mientras, De Ferriol publicó una serie de cien grabados (tras las pinturas) en Recueil de cent estampes représentant différentes nations du Levant. El libro tuvo gran influencia en Europa occidental y se publicó en al menos cinco idiomas.
La especialidad de van Mour fueron las audiencias con el Sultán, ya que sólo tenía que cambiar la ubicación y algunas caras. Van Mour trabajó con ayudantes que satisfacían sus necesidades. En 1725, se le concedió el título de Peintre Ordinaire du Roy en Levant, que reconoció su importancia para el gobierno francés.

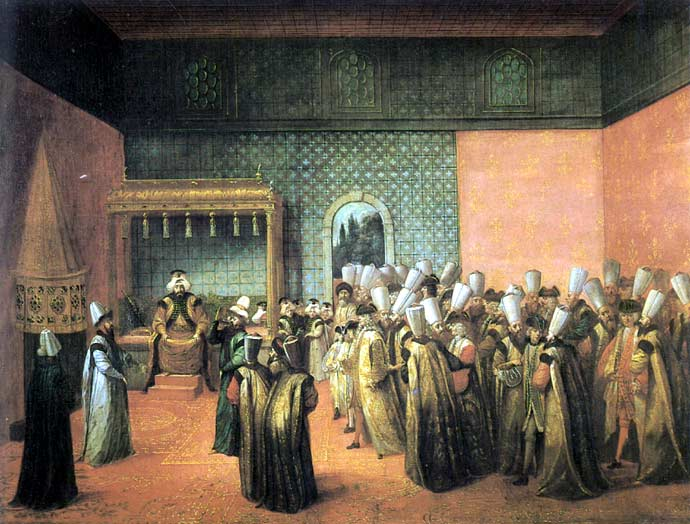
Audiencia con el sultán Ahmed III el 10 de octubre de 1724, cuadro de van Mour.

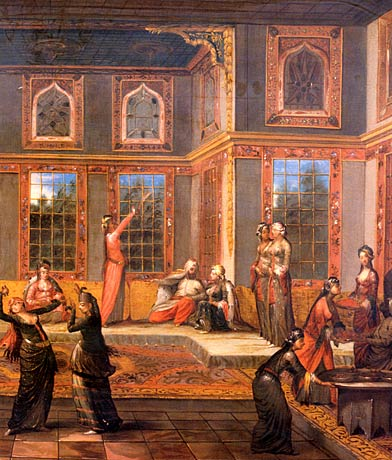
Escena en el harén con el sultán

En 1727, el embajador holandés Cornelis Calkoen pidió a van Mour que pintase su audiencia con el sultán Ahmed III. Se permitió que van Mour entrase en el palacio durante la ceremonia como acompañante del embajador y su séquito. Por ello, se familiarizó con el protocolo que imperaba en la corte otomana durante las recepciones de embajadores. Calkoen se llevó numerosos cuadros de Jean-Baptiste van Mour cuando fue nombrado embajador en Dresde de la República de los Países Bajos. En su testamento de 1762, Calkoen prohibió que sus herederos vendiesen los cuadros. Actualmente, forman parte de la colección del Rijksmuseum.
Se dice que van Mour fue entrerrado junto al Barón de Salagnac en el cementerio de la iglesia jesuita de San Luis, en el barrio de Gálata.